# Балан (Асфельд)
Бала́н (фр. Balham) — коммуна во Франции, находится в регионе Шампань — Арденны. Департамент коммуны — Арденны. Входит в состав кантона Асфельд. Округ коммуны — Ретель.
Код INSEE коммуны — 08044.
Коммуна расположена приблизительно в 150 км к северо-востоку от Парижа, в 65 км севернее Шалон-ан-Шампани, в 55 км к юго-западу от Шарлевиль-Мезьера.

## Население
Население коммуны на 2008 год составляло 142 человека.
| 1962 | 1968 | 1975 | 1982 | 1990 | 1999 | 2008 |
| ---- | ---- | ---- | ---- | ---- | ---- | ---- |
| 97   | 114  | 115  | 95   | 103  | 125  | 142  |

## Администрация
| Период | Период | Фамилия       | Партия | Должность |
| ------ | ------ | ------------- | ------ | --------- |
| 2001   | 2008   | Жан-Пьер Моро |        |           |
| 2008   |        | Венсан Ролан  |        |           |

## Экономика
В 2007 году среди 88 человек в трудоспособном возрасте (15—64 лет) 71 были экономически активными, 17 — неактивными (показатель активности — 80,7 %, в 1999 году было 64,9 %). Из 71 активных работали 61 человек (37 мужчин и 24 женщины), безработных было 10 (8 мужчин и 2 женщины). Среди 17 неактивных 2 человека были учениками или студентами, 4 — пенсионерами, 11 были неактивными по другим причинам.

## Достопримечательности
- Ворота кладбища. Исторический памятник с 1926 года.[3]

## Фотогалерея

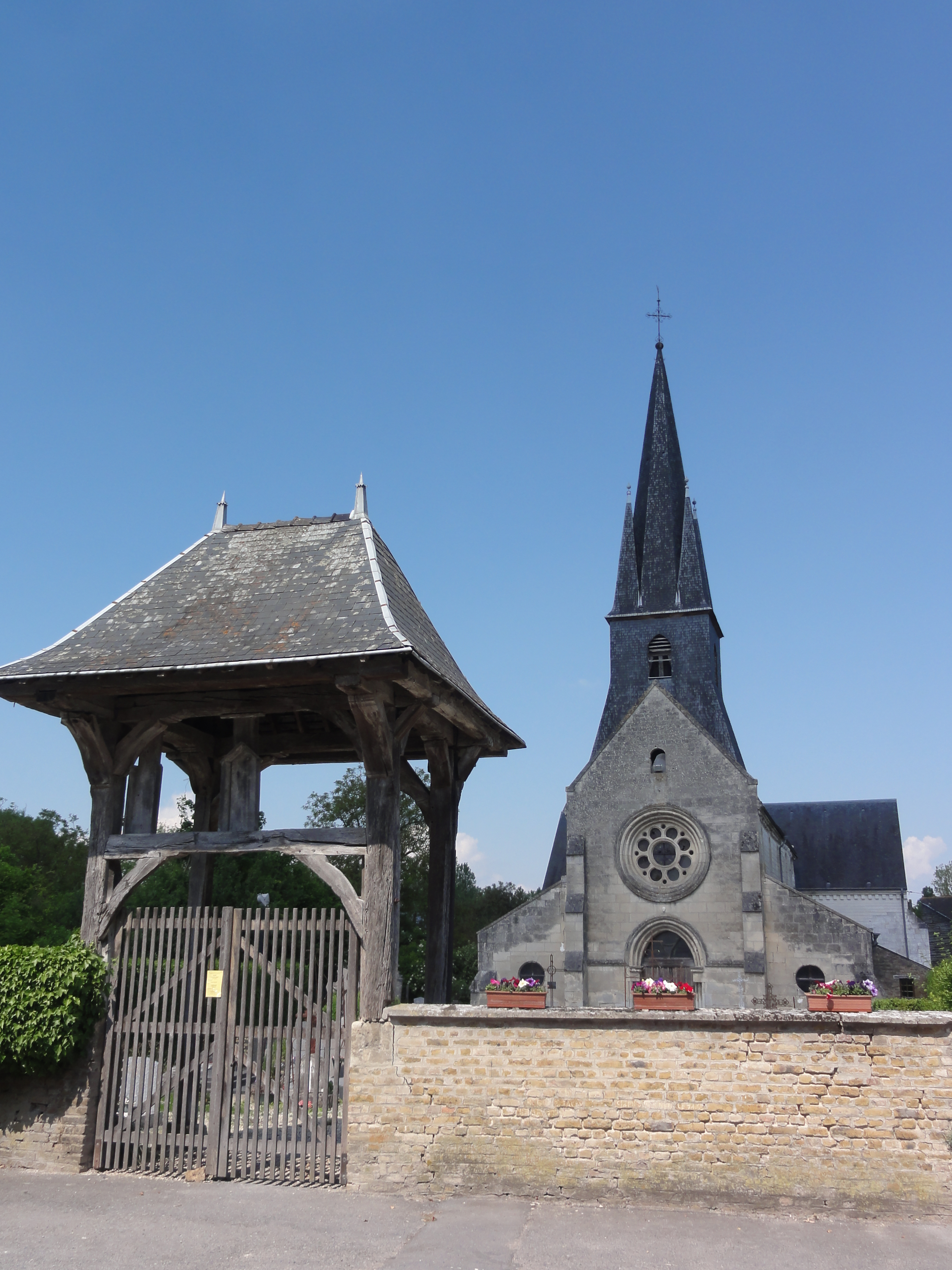
Ворота кладбища и церковь
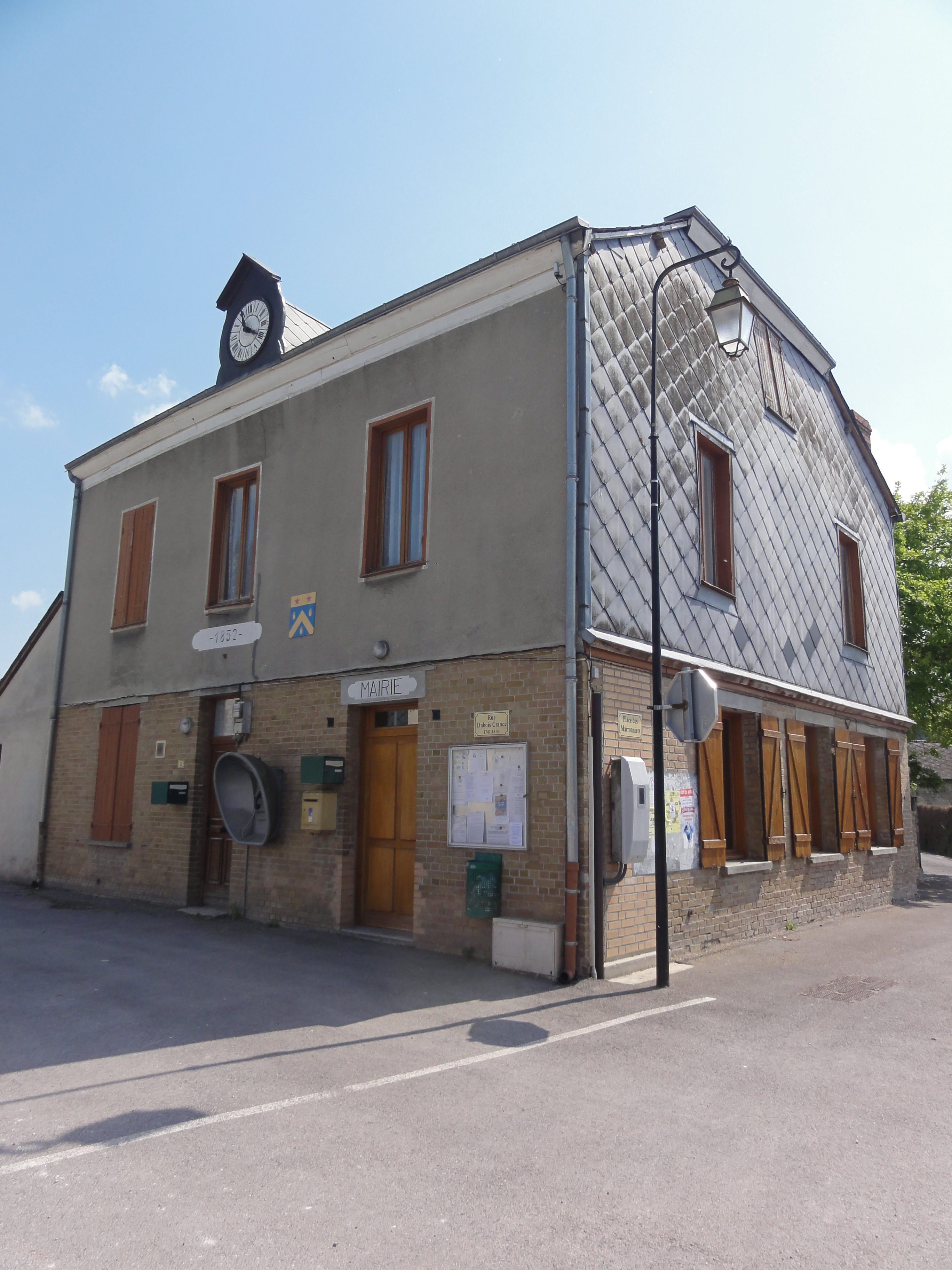
Мэрия
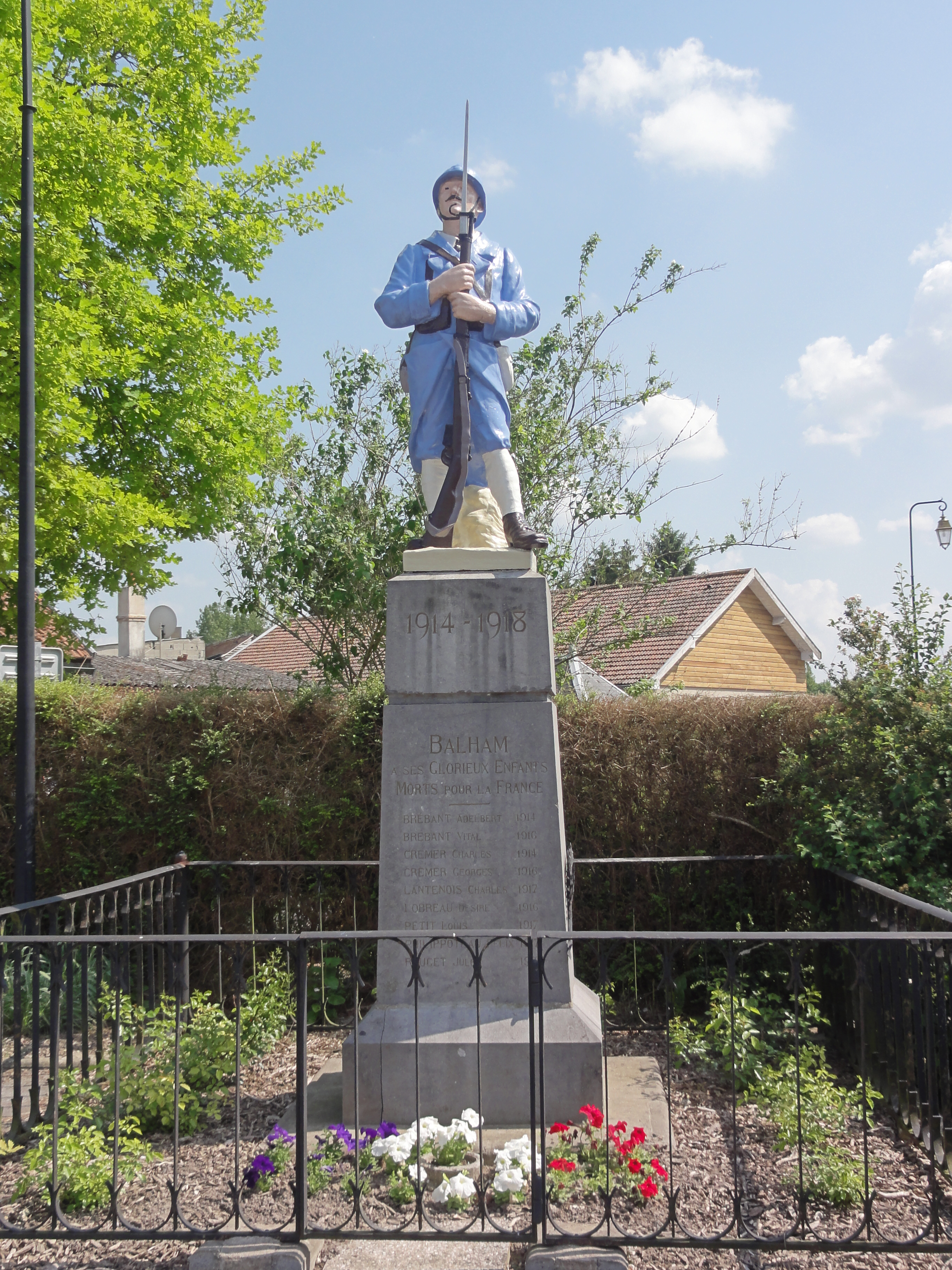
Памятник жителям, погибшим в Первой мировой войне
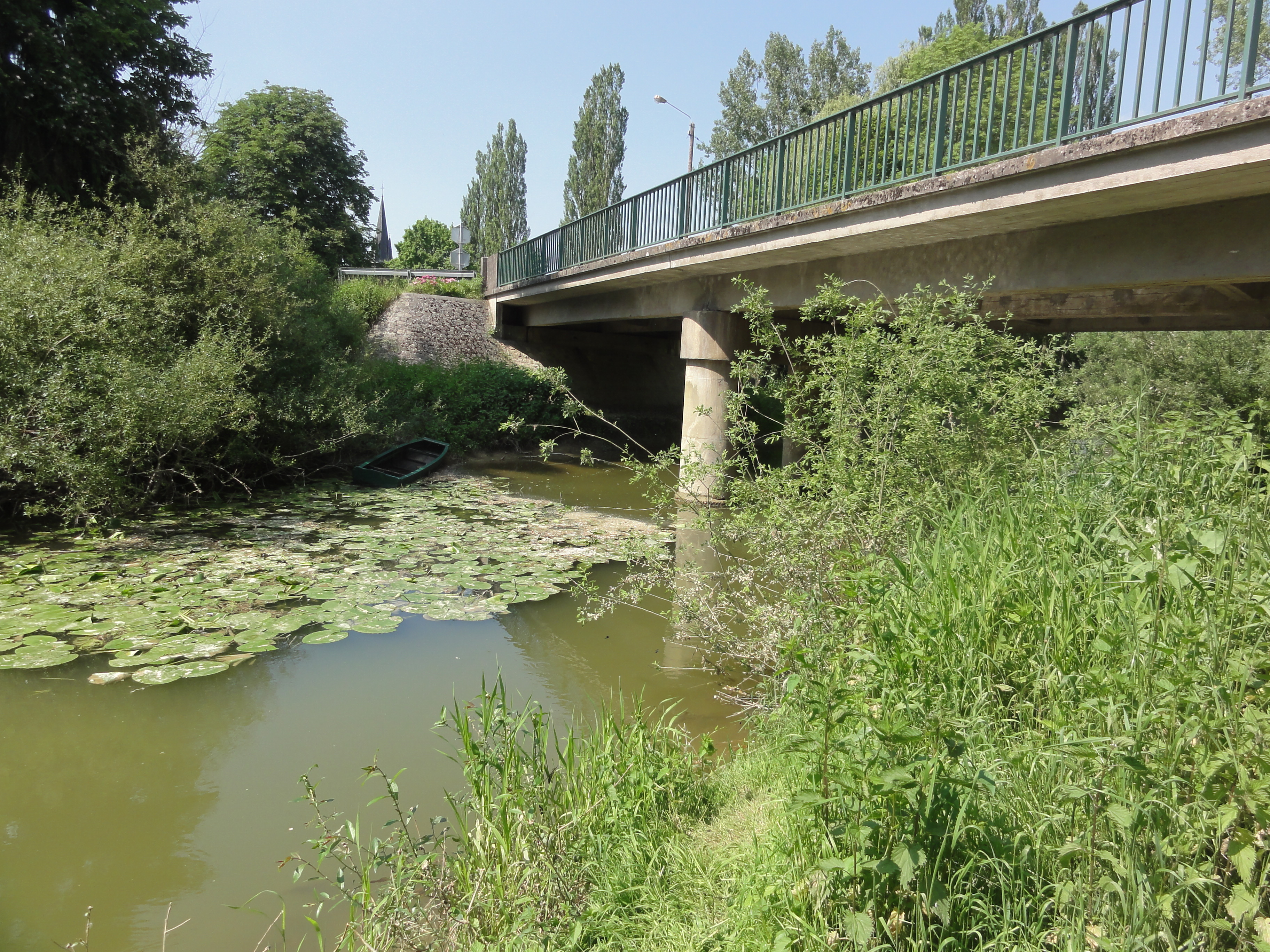
Канал Эн и мост